# Список найбільших міграційних коридорів
Спи́сок 30 найбі́льших міграці́йних коридо́рів у сві́ті
За наявними офіційними даними, найбільшим у світі за обсягами міграції є міграційний коридор Мексика → США: на 2010 р. кількість мігрантів на цьому напрямку склала 11,6 млн осіб. Далі йдуть напрямки міграції в країнах колишнього СРСР: Росія → Україна і Україна → Росія, потім — Бангладеш → Індія; на цих напрямках велика кількість корінних жителів виявилися мігрантами, не за рахунок зміни місця проживання, а в результаті встановлення нових державних кордонів.

## Дані
Дані отримані із Статистичного довідника «Міграція і грошові перекази 2011» який підготували фахівці відділу Світового банку по оцінці перспектив розвитку. У свою чергу даний довідник містить дані з Бази даних Відділу ООН з народонаселення (англ. UNPD 2010) — найповнішого джерела відомостей про обсяги міжнародної міграції за період з 1960 р. по 2010 р. Також використовуються інші джерела, зокрема дані із статистичних органів різних країн. Список відображає показники станом на жовтень 2010 р.
Згідно з «Рекомендаціями щодо статистичних даних про міжнародну міграцію» (1998 р.) Відділу ООН по статистиці, особами, які перебувають в довгостроковій міграції, вважаються особи, які переїхали в країну, яка не є для них країною постійного проживання, на термін не менше 1 року, таким чином, країна призначення фактично стає для них новою країною постійного проживання. Особи, які перебувають в короткостроковій міграції, вважаються особи, які переїжджають в країну, яка не є для них країною постійного проживання, на термін не менше 3 місяців, але не більше 1 року, крім випадків, коли переїзд пов'язаний з відпочинком, відпусткою, відвідуванням друзів і родичів, з комерційними цілями, лікуванням, паломництвом (англ. UN Statistics Division 1998).
Терміни перебування іноземців в країні, після закінчення яких вони вважаються мігрантами, в різних країнах різні. Наприклад, згідно з визначенням ООН, іноземні студенти, що проходять навчання в країні більше 1 року, повинні вважатися мігрантами.
Враховуються будь-які території з населенням понад 30 тис. мешканців, в яких органи влади ведуть окрему статистику соціально-економічних показників. Єдиний виняток — Палау; населення цієї держави менше 30 тис., але вона включена в класифікацію, так як є членом Світового банку.
| Зверніть увагу на те, що офіційні дані окремих країн про міжнародну міграцію нерідко є неповними, неактуальними, а показники по деяких країнах не піддаються коректному порівняльному аналізу. Також оцінка чисельності мігрантів може бути заниженою в силу використання нелегальних каналів перетину кордонів, невпорядкованості процесу міграції та відсутності чіткого визначення поняття - «мігрант». |

## Найбільші світові міграційні коридори
| Місце | Міграційний коридор                 | Млн осіб |
| ----- | ----------------------------------- | -------- |
| 1     | Мексика → США                       | 11,6     |
| 2     | Росія → Україна                     | 3,7      |
| 3     | Україна → Росія                     | 3,6      |
| 4     | Бангладеш → Індія                   | 3,3      |
| 5     | Туреччина → Німеччина               | 2,7      |
| 6     | Казахстан → Росія                   | 2,6      |
| 7     | Росія → Казахстан                   | 2,2      |
| 8     | КНР → Гонконг                       | 2,2      |
| 9     | Індія → ОАЕ                         | 2,2      |
| 10    | КНР → США                           | 1,7      |
| 11    | Філіппіни → США                     | 1,7      |
| 12    | Афганістан → Іран                   | 1,7      |
| 13    | Індія → США                         | 1,7      |
| 14    | Пуерто-Рико → США                   | 1,7      |
| 15    | Західний берег річки Йордан → Сирія | 1,5      |
| 16    | Індія → Саудівська Аравія           | 1,5      |
| 17    | Індонезія → Малайзія                | 1,4      |
| 18    | Буркіна-Фасо → Кот-д'Івуар          | 1,3      |
| 19    | Велика Британія → Австралія         | 1,2      |
| 20    | В'єтнам → США                       | 1,2      |
| 21    | Пакистан → Індія                    | 1,2      |
| 22    | Сальвадор → США                     | 1,1      |
| 23    | Малайзія → Сінгапур                 | 1,1      |
| 24    | Індія → Бангладеш                   | 1,1      |
| 25    | Південна Корея → США                | 1,1      |
| 26    | Пакистан → Саудівська Аравія        | 1        |
| 27    | Єгипет → Саудівська Аравія          | 1        |
| 28    | Куба → США                          | 1        |
| 29    | Білорусь → Росія                    | 1        |
| 30    | Узбекистан → Росія                  | 0,9      |

## Найбільші світові міграційні коридори (без країн колишньогоСРСР)
| Місце | Міграційний коридор                    | Млн осіб |
| ----- | -------------------------------------- | -------- |
| 1     | Мексика → США                          | 11,6     |
| 2     | Бангладеш → Індія                      | 3,3      |
| 3     | Туреччина → Німеччина                  | 2,7      |
| 4     | КНР → Гонконг                          | 2,2      |
| 5     | Індія → ОАЕ                            | 2,2      |
| 6     | КНР → США                              | 1,7      |
| 7     | Філіппіни → США                        | 1,7      |
| 8     | Афганістан → Іран                      | 1,7      |
| 9     | Індія → США                            | 1,7      |
| 10    | Пуерто-Рико → США                      | 1,7      |
| 11    | Західний берег річки Йордан → Сирія    | 1,5      |
| 12    | Індія → Саудівська Аравія              | 1,5      |
| 13    | Індонезія → Малайзія                   | 1,4      |
| 14    | Буркіна-Фасо → Кот-д'Івуар             | 1,3      |
| 15    | Велика Британія → Австралія            | 1,2      |
| 16    | В'єтнам → США                          | 1,2      |
| 17    | Пакистан → Індія                       | 1,2      |
| 18    | Сальвадор → США                        | 1,1      |
| 19    | Малайзія → Сінгапур                    | 1,1      |
| 20    | Індія → Бангладеш                      | 1,1      |
| 21    | Південна Корея → США                   | 1,1      |
| 22    | Пакистан → Саудівська Аравія           | 1        |
| 23    | Єгипет → Саудівська Аравія             | 1        |
| 24    | Куба → США                             | 1        |
| 25    | Алжир → Франція                        | 0,9      |
| 26    | Ємен → Саудівська Аравія               | 0,9      |
| 27    | Західний берег річки Йордан → Йорданія | 0,9      |
| 28    | Зімбабве → ПАР                         | 0,9      |
| 29    | Єгипет → Йорданія                      | 0,9      |
| 30    | Кот-д'Івуар → Буркіна-Фасо             | 0,8      |